# Operador económico autorizado
Operador Económico Autorizado (OEA) es una acreditación global para probar el cumplimiento de ciertas medidas relacionadas con la seguridad y buenas prácticas en la cadena de suministro internacional de mercancías.
Los operadores económicos que cumplan los criterios para la obtención del estatus OEA se consideran socios fiables en la cadena de suministro.
Se distinguen dos tipos de acreditaciones:
- Simplificaciones establecidas en la normativa aduanera (AEOC)
- Controles aduaneros relativos a protección y seguridad (AEOS)

## Introducción
La figura del Operador Económico Autorizado (OEA) nace con el objetivo de aplicar medidas de seguridad más rigurosas y eficaces y a la vez facilitar el flujo de mercancías en el comercio internacional.
Esta figura es la respuesta de las siguientes iniciativas:
- Organización Mundial de Aduanas: Marco normativo SAFE
- Comisión Europea: Programa de seguridad en materia aduanera.  Customs Security Programme (CSP)
- EE.UU: Customs-Trade Partnership Against Terrorism (C –TPAT)

## Regulación
- Las primeras pinceladas jurídicas: Reglamento 648/2005 del Consejo por el que se modifica el Rgto.2193/92 (Código Aduanero)[2] / CAU
- Se desarrolla con: Reglamento 1875/2006 de la Comisión[3] por el que se modifica el Rgto. 2454/93 (Disposiciones Aplicación del Código Aduanero)/ DACAU
- Orientaciones (Guidelines) OEA del 2012

## Ventajas Reglamentos CE
| Ventajas \ Certificados OEA                                             | AEOC Simplificación Aduanera | AEOS Protección y Seguridad | AEOF Completo (Ambos) |
| ----------------------------------------------------------------------- | ---------------------------- | --------------------------- | --------------------- |
| Beneficios Directos                                                     |                              |                             |                       |
| Facilitación en las solicitudes de regímenes aduaneros simplificados    | SI                           | NO                          | SI                    |
| Menos controles físicos y documentales                                  | SI                           | SI                          | SI                    |
| Prioridad en los controles                                              | SI                           | SI                          | SI                    |
| Posibilidad que los controles no se realicen en el recinto de la Aduana | SI                           | SI                          | SI                    |
| Declaraciones sumarias de entrada o salida reducidas                    | NO                           | SI                          | SI                    |
| Aduanas informa si el envío ha sido seleccionado para control físico    | NO                           | SI                          | SI                    |
| Beneficios Indirectos                                                   |                              |                             |                       |
| Reconocimiento mutuo                                                    | SI                           | SI                          | SI                    |
| Uso del certificado como herramienta comercial                          | SI                           | SI                          | SI                    |

## Ventajas en España
1. Designación de interlocutor único. El OEA puede solicitar simplificaciones a medida
2. Acceso a regímenes simplificados. Despacho centralizado nacional / europeo. Procedimiento simplificado de domiciliación. Otros
3. Reducción de la garantía de IVA de hasta el 50%
4. Reducción circuitos naranjas y rojos
5. Cambios de ubicación en la Dependencia provincial (España)
6. Despacho centralizado nacional

## Requisitos OEA en España
| Requisitos Generales                                     | Historial de Cumplimiento                                                                       | Sistema contable y logístico | Solvencia Financiera                        | Requisitos de Seguridad y protección |
| -------------------------------------------------------- | ----------------------------------------------------------------------------------------------- | --- | ------------------------------------------- | --- |
| Información relativa a la empresa, Organización interna. | Historial satisfactorio de Cumplimiento de los requisitos aduaneros y fiscales (últimos 4 años) | Trazabilidad de las operaciones, Sist. contable, sistema de control interno, flujo de mercancía, archivo y seguridad de la información, procedimientos aduaneros | Demostrar la solvencia (últimos 3 años)     | Elaboración de un plan de seguridad basado en una evaluación de riesgos amenazas sobre: entrada y acceso a los recintos, seguridad física, unidades de carga, procesos logísticos, mercancías entrantes, almacenamiento, producción, carga de mercancías, seguridad proveedores, seguridad del personal, servicios exteriores |
| AOEC Simplificaciones Aduaneras                          | AOEC Simplificaciones Aduaneras                                                                 | AOEC Simplificaciones Aduaneras | AOEC Simplificaciones Aduaneras             | |
| AEOS protección y seguridad / AEOF Completo              | AEOS protección y seguridad / AEOF Completo                                                     | AEOS protección y seguridad / AEOF Completo | AEOS protección y seguridad / AEOF Completo | AEOS protección y seguridad / AEOF Completo |